# 奥体中心站 (西安市)
奥体中心站位于中华人民共和国陕西省西安市灞桥区港兴二路与灞渭大道交叉口东侧，西安奥体中心主会场西南角，是西安地铁14号线的一座车站，于2021年6月29日随14号线开通运营。

## 车站结构
本站为地下二层岛式站台车站，站厅层设有大型LED天幕穹顶，站内装修主题为“万众一心、共铸辉煌”，站台立柱造型融入祥云与运动者元素。
- 站徽（2023年8月）
- 站厅正中（2023年8月）
- 站厅LED穹顶（2023年8月）
- 站台（2023年8月）

| 地面            | 出入口               | A-D出入口                                      |
| 地下一层 站厅层 | 站厅                 | 客务中心、自动售票机、进出站闸机、长安通自助机 |
| 地下二层 站台层 |                      | 14号线往机场西（北辰）                         |
| 地下二层 站台层 | 岛式站台，左侧开门   |                                                |
| 地下二层 站台层 | 14号线往贺韶（双寨） |                                                |

## 出入口
本站共有6个出入口，初期仅启用5个出入口，D出入口中间层预留通道接入。
- D出入口处的预留（2023年12月）

|      |                                                        |                                                        |      |      |
| 编号 | 指引                                                   | 指引                                                   | 图片 | 图片 |
| A1   | 灞河                                                   | 灞渭大道（东）、西安奥体中心（西广场）                 |      |      |
| A2   | 灞河                                                   | 灞渭大道（西）、光影文化公园                           |      |      |
| B1   | 港兴二路（南）、灞河                                   | 灞渭大道（东）                                         |      |      |
| B2   | 港兴二路（南）、灞河                                   | 灞渭大道（西）                                         |      |      |
| C    | 港兴二路（南）、灞渭大道（东）                         | 港兴二路（南）、灞渭大道（东）                         |      |      |
| D    | 西安奥体中心（南广场）、港兴二路（北）、灞渭大道（东） | 西安奥体中心（南广场）、港兴二路（北）、灞渭大道（东） |      |      |

## 接驳公交

### 车站西侧，灞渭大道港兴二路口

#### 南侧，南行近B2出口，北行近B1出口
| 灞渭大道港兴二路口 | 灞渭大道港兴二路口 | 灞渭大道港兴二路口 | 灞渭大道港兴二路口 | 灞渭大道港兴二路口 |
| 编号               | 路线               | 路线               | 路线               | 备注               |
| ------------------ | ------------------ | ------------------ | ------------------ | ------------------ |
| 295                | 辛家庙             | ⇆                  | 保税区公交调度站   | 原 全运3号线       |

### 车站东侧，全运路港兴二路口

#### 东侧，东行近C出口，西行近D出口
| 奥体中心南门 | 奥体中心南门 | 奥体中心南门 | 奥体中心南门       | 奥体中心南门 |
| 编号         | 路线         | 路线         | 路线               | 备注         |
| ------------ | ------------ | ------------ | ------------------ | ------------ |
| 298          | 火车站北     | ⇆            | 奥体大道元朔大道口 | 原 全运8号线 |